# Hypena insolita
Hypena insolita là một loài bướm đêm trong họ Erebidae.